# 許淑貞
許淑貞（1932年—2003年9月1日），生於日治台灣新竹州（今新竹市），企業家。為許金德之女，在許金德過世後，接掌仰德集團。是工商協進會及三三會的成員。許淑貞與日本政商界關係良好，曾任台灣觀光協會副會長，以民間力量推動日本政府通過台灣人赴日免簽證措施。

## 生平
其父許金德，曾任新竹貨運董事長，創辦士林電機，形成了仰德集團。其母鄭緞。許淑貞為家中長女，其妹許淑婉。
1990年，其父許金德病逝，許淑貞接掌仰德集團，並出任仰德高中董事長。
2003年9月2日，許淑貞病逝，享年70歲。家族事業由其長子許育瑞接手。

## 家庭
其夫李漢周，兩人生有三子。長子許育瑞，從母姓；次子李昌霖，三子李昌儒